# 教堂桥

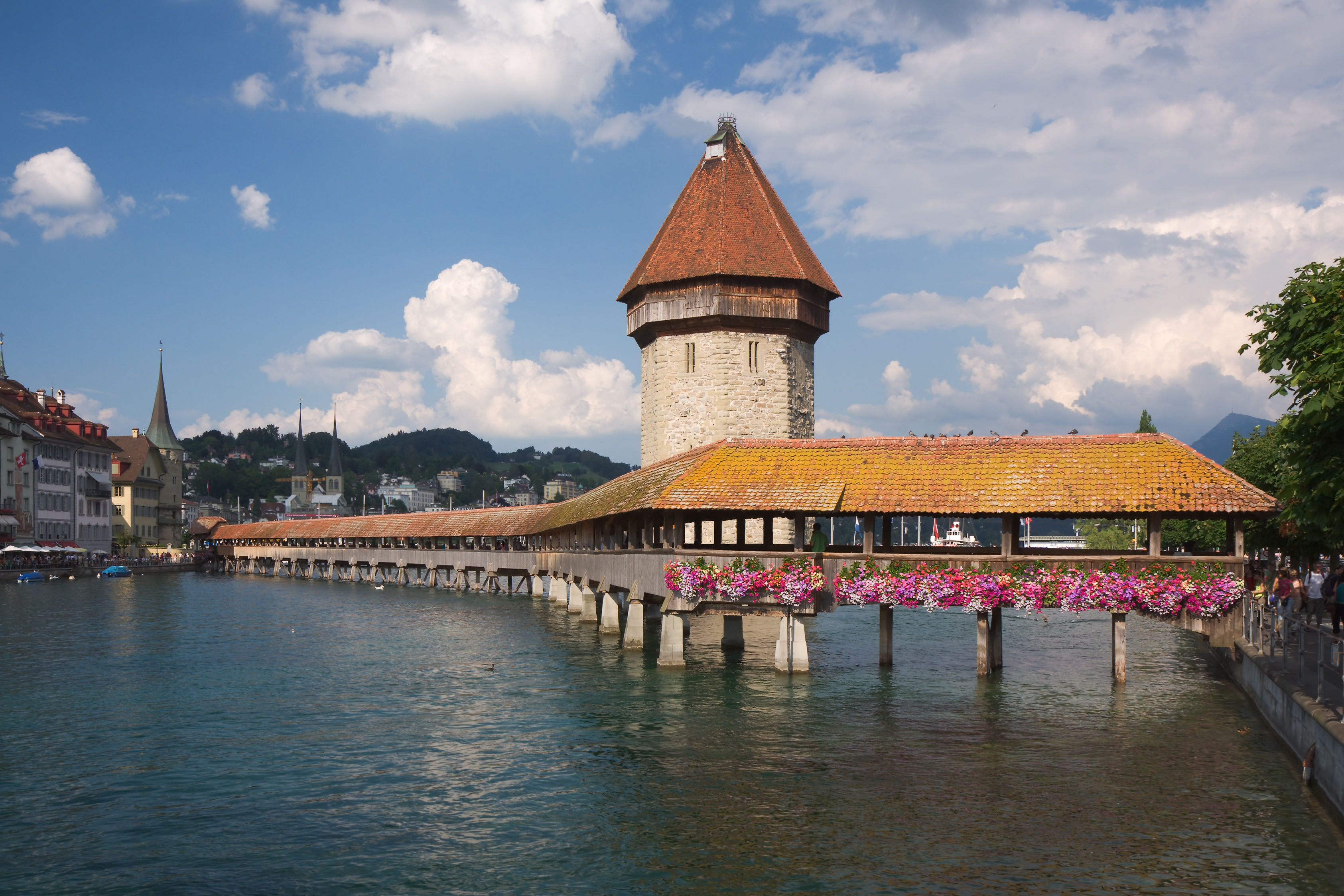
教堂桥

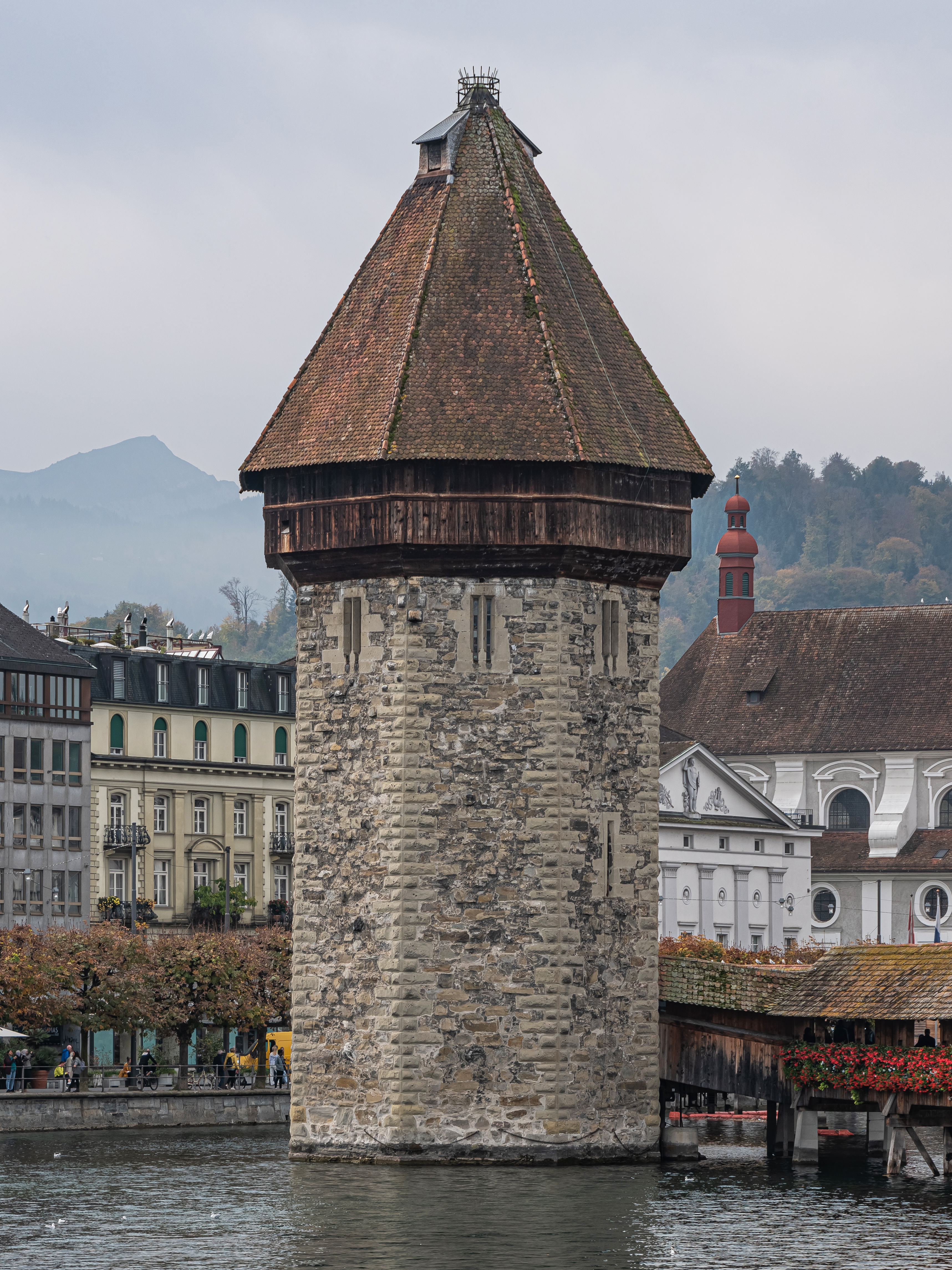
水塔

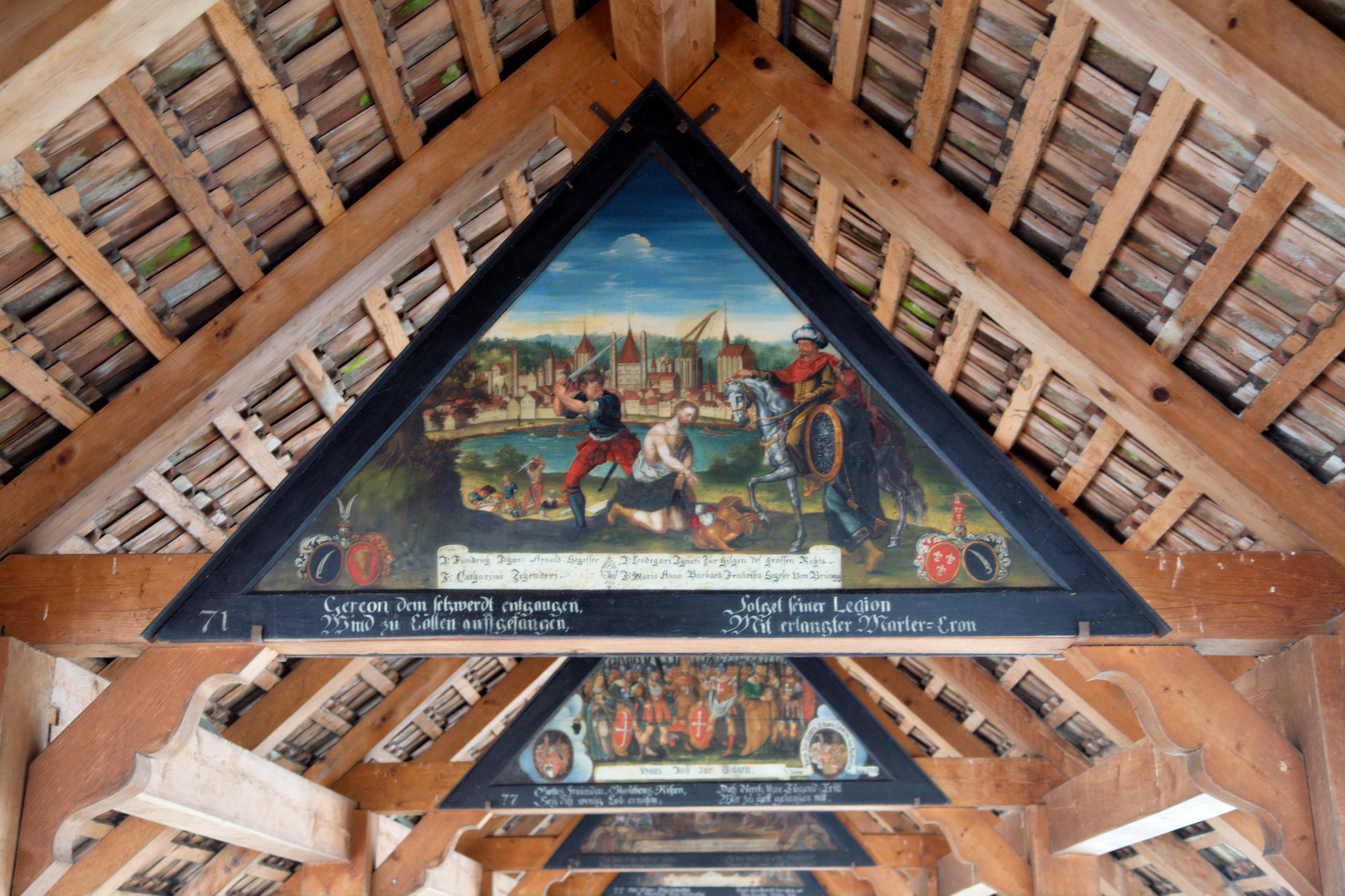
廊橋內的繪畫

47°3′3.4″N 8°18′22.4″E / 47.050944°N 8.306222°E
教堂橋（德語：Kapellbrücke，音译“卡佩尔桥”）是位於瑞士琉森（Luzern）的一條木結構廊橋，長204米（670英尺），跨越羅伊斯河（Reuss）兩岸，接近琉森湖的出口處。這條廊橋是歐洲現存最古老的木橋，是琉森的地標，也是瑞士的一大旅遊景點。因為橋的北岸有一座聖彼德教堂（St. Peters-Kirche），所以该桥得名“教堂桥”。
教堂桥建於1333年，本來是為了琉森的防禦需要而建。橋身是棕色的，而橋頂髹上紅色。在廊橋的裡面有約一百二十幅於十七世紀時所繪關於琉森歷史的畫。不幸地，教堂桥的大部份於1993年因为有人随地丢烟头导致桥被烧掉了很大一部分，事後很快得以重建，回復原來的樣貌。
橋中間有一座140英尺高的八角形水塔（Wasserturm），由磚建成。此水塔原本用作監獄、拷問所、瞭望台及金庫。
現在每到初夏的時候，木橋外側就开满了天竺葵。

## 參看
- 琉森
- 廊橋